# Leucobryum pachyphyllum
Leucobryum pachyphyllum är en bladmossart som beskrevs av C. Müller 1896. Leucobryum pachyphyllum ingår i släktet Leucobryum och familjen Dicranaceae. Inga underarter finns listade i Catalogue of Life.